# Piet Kleine
Piet Kleine (Hollandscheveld, 17 september 1951) is een Nederlands voormalig schaatser, die in 1976 olympisch kampioen werd op de 10.000 meter en wereldkampioen allround.

## Biografie

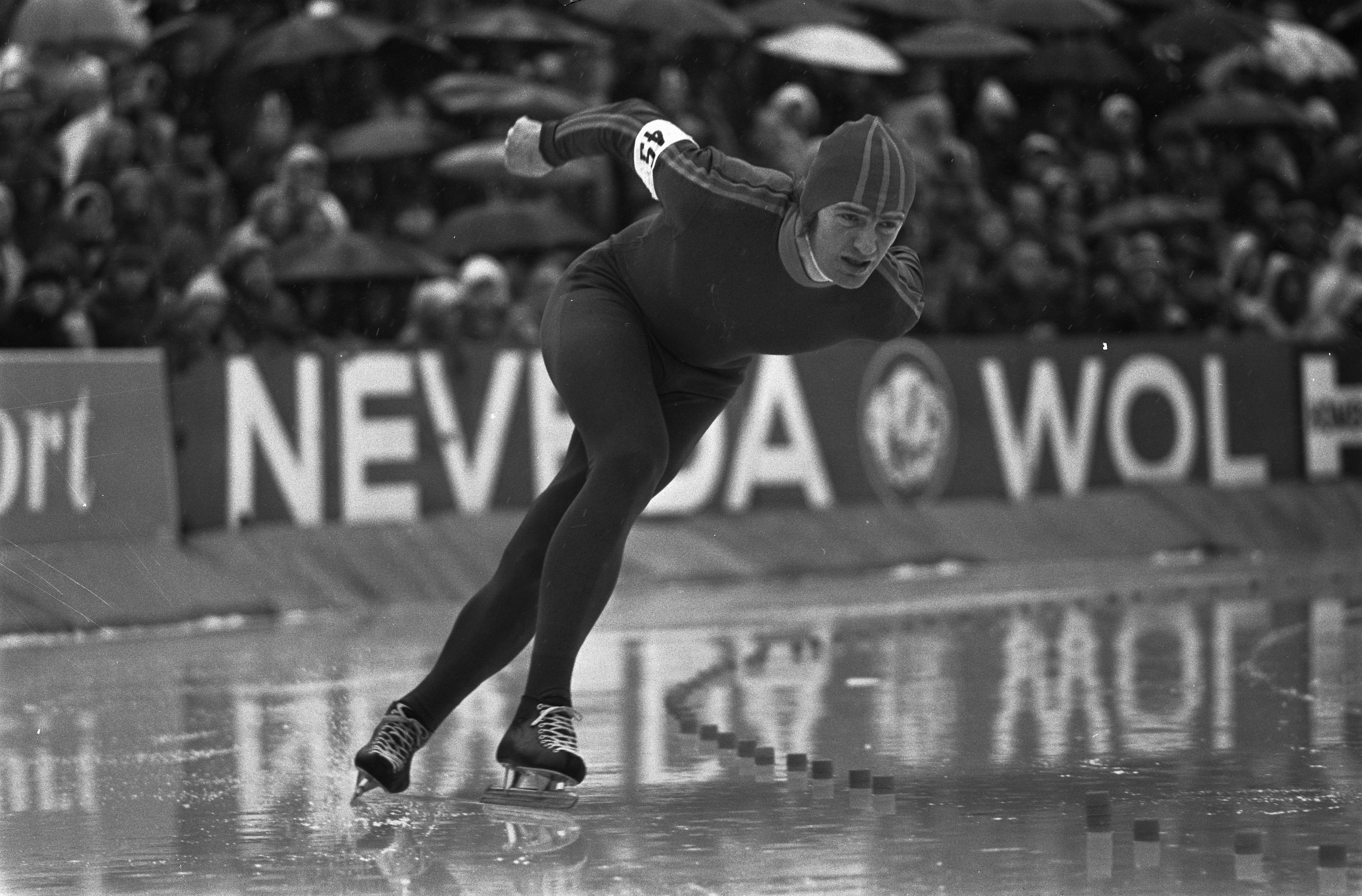
Piet Kleine op het WK van 1973

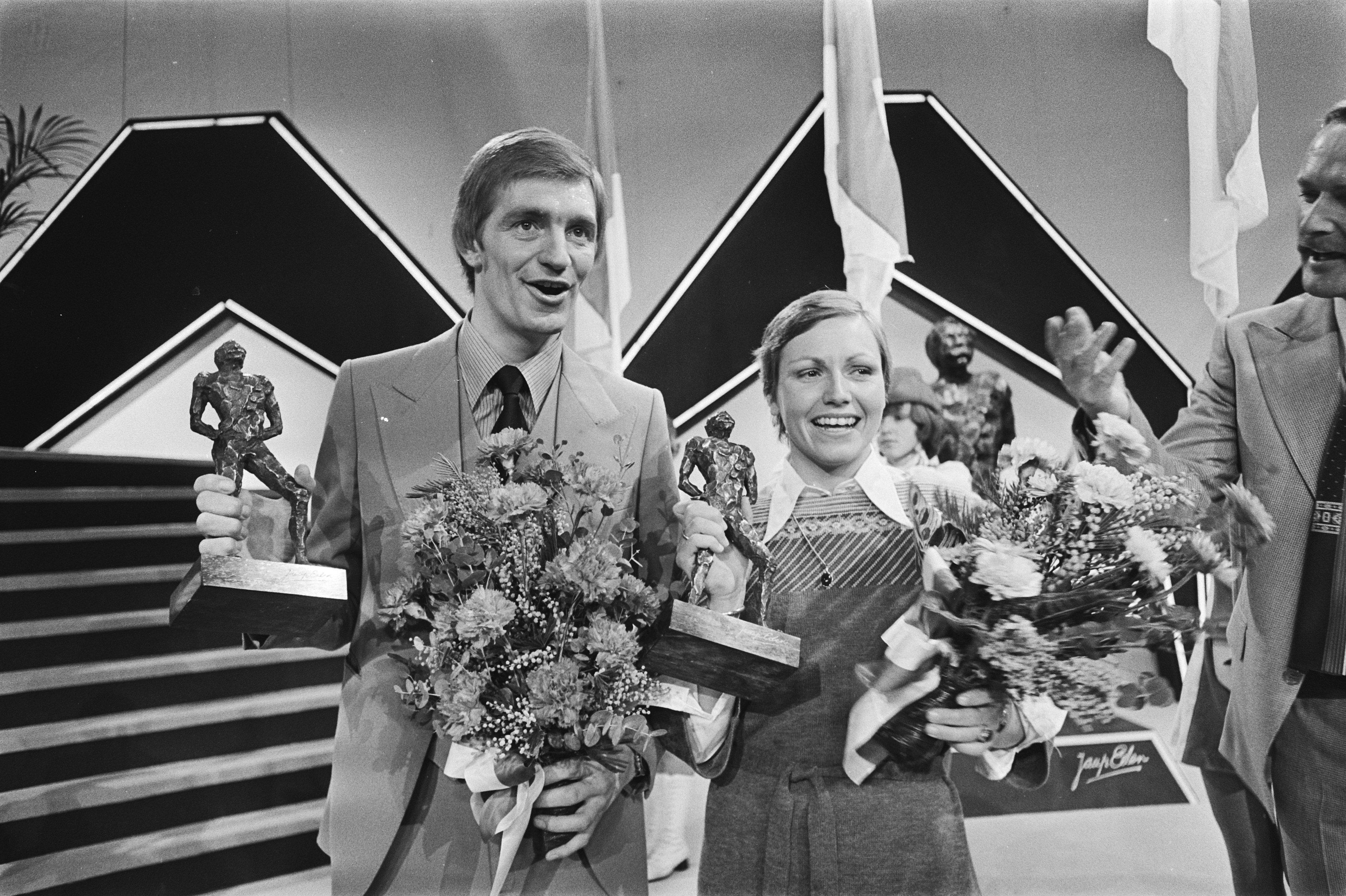
Piet Kleine en Keetie van Oosten-Hage, Sportman en Sportvrouw van het jaar 1976

Kleine won in 1976 naast het goud op de 10.000 meter tevens de zilveren medaille op de 5000 meter bij de Olympische Spelen in Innsbruck waar "'t snèjde dat 't verrekte". In datzelfde jaar reed hij viermaal een wereldrecord: twee keer op de 5000 meter, een keer op de 10.000 meter én op de grote vierkamp. Pas in 1992 zou landgenoot Bart Veldkamp hem opvolgen. Aan het einde van het seizoen stond hij tweede op de Adelskalender (de wereldranglijst schaatsen) achter Hans van Helden. Hij werd dat jaar gehuldigd in zijn woonplaats Hollandscheveld en gekozen tot Sportman van het jaar.
In 1980 werd Kleine tweede op de 10.000 meter bij de Olympische Spelen, achter Eric Heiden. In 1981 stopte hij als langebaanschaatser. Daarna trad Kleine met succes toe tot het amateurwielerpeloton. In 1985 werd hij, als lid van de nationale selectie, vijfde op het onderdeel 100 km ploegentijdrit bij de wereldkampioenschappen.
In 1986 debuteerde Kleine in het peloton der marathonschaatsers en in 1990 werd hij Nederlands kampioen marathonschaatsen op kunstijs. Tijdens de Elfstedentocht van 1997 maakte hij de vergissing een stempelpost over te slaan. Hij werd naar aanleiding daarvan uit de uitslag geschrapt (hij was als vijfde geëindigd). Niet geheel terecht zoals later bleek: in het verleden was het diverse malen voorgekomen dat Elfstedenwinnaars hun kaart niet volledig gestempeld hadden. De stempelkaart behoort tot de collectie van het Eerste Friese Schaatsmuseum in Hindeloopen. Op 5 januari 2017 kreeg Kleine alsnog de vergeten stempel in Hindeloopen, waardoor Kleine alsnog een Elfstedenkruisje kreeg. Zijn diskwalificatie werd echter niet teruggedraaid.
Kleine was ook actief als wielrenner en won in 1983 Dwars door Gendringen en in 1982 en 1983 de Omloop door het Olieveld.
In 2001 beëindigde hij zijn schaatscarrière en legde zich toe op zijn beroep als postbode, een baan die hij ook zijn gehele sportcarrière naast zijn sport heeft uitgeoefend. In zijn vrije tijd treedt hij op als ploegleider bij een ploeg met marathonschaatsers.

## Records

### Persoonlijke records
| Afstand      | Tijd     | Datum            | Baan        |
| ------------ | -------- | ---------------- | ----------- |
| 500 meter    | 40,10    | 30 januari 1981  | Davos       |
| 1000 meter   | 1.17,35  | 30 januari 1981  | Davos       |
| 1500 meter   | 1.56,28  | 13 maart 1976    | Inzell      |
| 3000 meter   | 4.08,86  | 26 februari 1981 | Inzell      |
| 5000 meter   | 7.02,38  | 12 maart 1976    | Inzell      |
| 10.000 meter | 14.36,03 | 23 februari 1980 | Lake Placid |

### Wereldrecords
| Nr. | Afstand        | Tijd     | Datum         | Baan   |
| --- | -------------- | -------- | ------------- | ------ |
| 1.  | 5000 meter     | 7.04,86  | 5 maart 1976  | Inzell |
| 2.  | 5000 meter     | 7.02,38  | 12 maart 1976 | Inzell |
| 3.  | 10.000 meter   | 14.43,92 | 13 maart 1976 | Inzell |
| 4.  | Grote vierkamp | 165,884  | 13 maart 1976 | Inzell |

## Resultaten
| Jaar | NK Allround | EK Allround | Olympische Spelen                      | WK Allround |
| ---- | ----------- | ----------- | -------------------------------------- | ----------- |
| 1971 | 8e          |             |                                        |             |
| 1972 | 8e          |             |                                        |             |
| 1973 | Zilver      | 5e          |                                        | Brons       |
| 1974 | Zilver      | DQ1         |                                        | 10e         |
| 1975 | Zilver      | Brons       |                                        | 13e         |
| 1976 | Zilver      | 8e          | 18e 1000m · 6e 1500m · 5000m · 10.000m | Goud        |
| 1977 | Zilver      | 7e          |                                        | 8e          |
| 1978 | Goud        | 9e          |                                        | 10e         |
| 1979 | -           | 5e          |                                        | 13e         |
| 1980 | Brons       | 12e         | 6e 5000m · 10.000m                     | 9e          |
| 1981 | Zilver      | 8e          |                                        | 10e         |

### Medaillespiegel
| Kampioenschap     | Goud | Zilver | Brons |
| ----------------- | ---- | ------ | ----- |
| Olympische Spelen | 1    | 2      | 0     |
| WK Allround       | 1    | 0      | 1     |
| EK Allround       | 0    | 0      | 1     |
| NK Allround       | 1    | 6      | 1     |